# Pliva (Vrbas)
Die Pliva (Плива) ist ein 33 Kilometer langer Fluss in Zentralbosnien. Sie entspringt oberhalb von Šipovo am Fuß eines Karstplateaus, fließt durch den Ort Šipovo, wo ihr von rechts der Janj zufließt, und weiter durch Jezero nach Jajce, wo sie unterhalb der Altstadt als etwa 20 Meter hoher Wasserfall in den Vrbas mündet. Einige Kilometer flussaufwärts vor Jajce erweitert die Pliva sich zum Großen Pliva-See (Veliko Plivsko jezero) und danach zum Kleinen Pliva-See (Malo Plivsko jezero). Zwischen beiden Seen befinden sich etwa 20 Wassermühlen, deren Ursprünge auf die Zeit der osmanischen Besetzung zurückgeführt werden. Heute liegt die Hauptbedeutung des Flusses und der Seen im Tourismus.